# Sioux Narrows Nestor Falls
Sioux Narrows Nestor Falls to gmina (ang. township) w Kanadzie, w prowincji Ontario, w dystrykcie Kenora.
Powierzchnia Sioux Narrows Nestor Falls to 1226,36 km².
Według danych spisu powszechnego z roku 2001 Sioux Narrows Nestor Falls liczy 577 mieszkańców (0,47 os./km²).

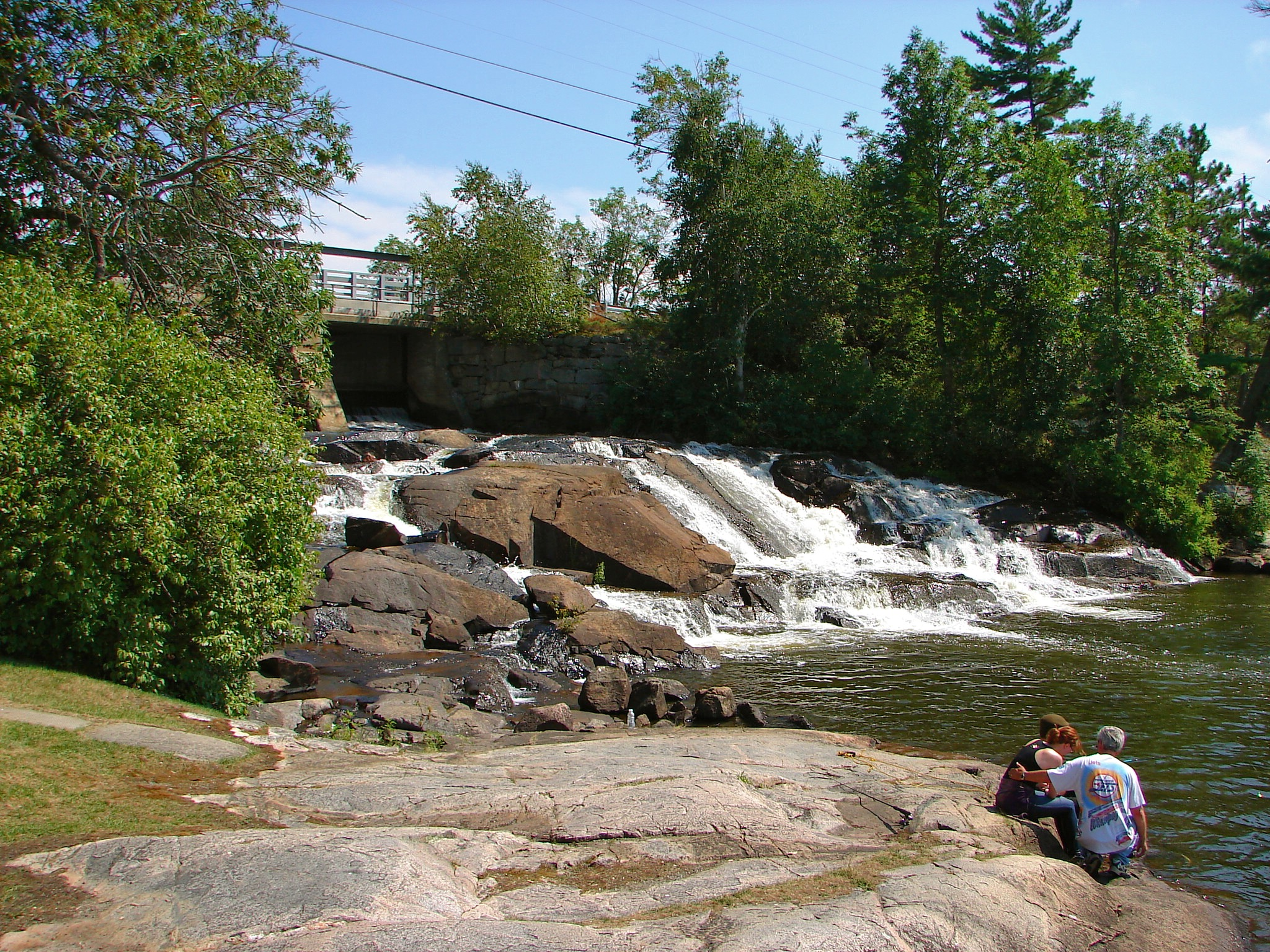
Nestor Falls